# Augustine Ndeliakyama Shao
Augustine Ndeliakyama Shao CSSp (Mengwe, 25 de setembro de 1951) é um padre e bispo tanzaniano de Zanzibar.
Agostinho Ndeliakyama Shao ingressou na ordem espiritana e foi ordenado sacerdote em 4 de junho de 1983.
O Papa João Paulo II o nomeou Bispo de Zanzibar em 30 de novembro de 1996. O arcebispo de Dar es Salaam, Policarpo Pengo, o ordenou bispo em 27 de abril do ano seguinte; Os co-consagradores foram Bernard Martin Ngaviliau CSSp, ex-bispo de Zanzibar, e Dennis Vincent Durning CSSp, bispo de Arusha.